# یک کیلو و بیست و یک گرم
یک کیلو و بیست و یک گرم فیلمی به کارگردانی رحیم طوفان، نویسندگی لیلا نیکزاد و تهیه‌کنندگی وحید نیکخواه آزاد محصول سال ۱۳۹۵ است. این فیلم در تاریخ ۸ خرداد ۹۸ در شبکه نمایش خانگی توزیع شد.

## خلاصه داستان
مردی تعمیرکار به نام بابک (سعید آقاخانی) به منزل یک مادر و دختر می‌رود تا لوله‌کشی آنها را سرویس کند. نامزد دختر به نام سامان که مردی پولدار و البته عصبی است، سر می‌رسد و با دختر دعوای شدیدی می‌کند. او نسبت به اینکه دختر در حال خیانت به اوست، شک دارد و از تعمیرکار می‌خواهد که در دعوا دخالت کند و با امتناع او، درگیری بین آنها ایجاد می‌شود که در همین گیرودار، دست بابک به صورت سامان می‌خورد؛ دستی که درون آن یک پیچ گوشتی وجود دارد و به چشم سامان فرو می‌رود و او را کور می‌کند. سامان که نامزدش با او بهم زده و دنیایش غرق اندوه و شکایت است، با وجود اینکه نیاز مالی چندانی ندارد، طلب ۱۰۰ میلیون دیه می‌کند؛ وگرنه تهدید می‌کند که قصاص چشم در برابر چشم را انجام می‌دهد…

## بازیگران
- سعید آقاخانی
- لیلا زارع
- فرشته صدرعرفایی
- آناهیتا افشار
- روشنک گرامی
- بابک انصاری
- مریم کاویانی
- نبی الله پیرهادی